# Języki wschodniobałtyckie
Języki wschodniobałtyckie – grupa, do której zalicza się blisko spokrewnione języki bałtyckie: litewski i łotewski, łatgalski, żmudzki oraz wymarłe kuroński, seloński  i zemgalski.